# ساروجه (دمشق)
ساروجه (به عربی: ساروجة) یک منطقهٔ مسکونی در سوریه است که در استان دمشق واقع شده‌است. ساروجه ۸۳٬۸۱۴ نفر جمعیت دارد.